# Fernando Luna
Fernando Luna Vicente (Ciudad Real, 24 aprile 1958) è un ex tennista spagnolo.

## Carriera
Ottenne il suo best ranking in singolare il 14 maggio 1984 con la 33ª posizione, mentre nel doppio divenne il 3 ottobre 1988, il 407º del ranking ATP.
Specialista della terra battuta, raggiunse in due occasioni la finale di un torneo del circuito ATP; ciò avvenne nel 1984 nell'Aix-en-Provence Open, dove venne sconfitto in tre set dal connazionale Juan Aguilera, e nel 1988 nel Madrid Tennis Grand Prix, dove fu superato dallo svedese Kent Carlsson con il punteggio di 2-6, 1-6. La sua migliore prestazione ottenuta nei tornei del grande slam è rappresentata dal quarto turno raggiunto nell'Open di Francia 1983.
Fece parte della squadra spagnola di Coppa Davis dal 1979 al 1986 in sette occasioni, con un bilancio complessivo di nove vittorie e quattro sconfitte.

## Statistiche

### Tornei ATP

#### Singolare

##### Sconfitte in finale (2)
| Legenda singolare                                    |
| Grande Slam (0)                                      |
| ATP World Tour Finals (0)                            |
| ATP Super 9 / ATP Masters Series (0)                 |
| ATP Championship Series / ATP International Gold (0) |
| ATP World Series / ATP International Series (2)      |

| Numero | Data           | Torneo                                | Superficie  | Avversario in finale | Punteggio |
| 1.     | 23 aprile 1984 | Aix-en-Provence Open, Aix-en-Provence | Terra rossa | Juan Aguilera        | 4-6, 5-7  |
| 2.     | 11 aprile 1988 | Madrid Tennis Grand Prix, Madrid      | Terra rossa | Kent Carlsson        | 2-6, 1-6  |

### Tornei minori

#### Singolare

##### Vittorie (6)
| Legenda tornei minori |
| Challenger (6)        |
| Futures (0)           |

| Numero | Data             | Torneo                              | Superficie  | Avversario in finale | Punteggio     |
| 1.     | 7 maggio 1979    | Cuneo Challenger, Cuneo             | Terra rossa | Christophe Freyss    | 6-2, 6-2, 6-0 |
| 2.     | 27 luglio 1981   | Zell Am See Challenger, Zell am See | Terra rossa | Jiří Hřebec          | 6-4, 6-2      |
| 3.     | 27 febbraio 1984 | Cairo Open, Il Cairo                | Terra rossa | Mark Dickson         | 6-4, 6-2      |
| 4.     | 25 febbraio 1985 | Cairo Open, Il Cairo                | Terra rossa | Trevor Allan         | 6-3, 6-4      |
| 5.     | 31 marzo 1986    | Agadir Challenger, Agadir           | Terra rossa | Jesús Colás          | 6-1, 7-5      |
| 6.     | 9 aprile 1990    | Parioli Challenger, Roma            | Terra rossa | Magnus Larsson       | 6-3, 4-6, 6-4 |